# Крупань (община)
Крупань (серб. Крупањ) — община в Сербии, входит в округ Мачванский.
Население общины составляет 18 722 человека (2007 год), плотность населения составляет 55 чел./км². Занимаемая площадь — 342 км², из них 58,3 % используется в промышленных целях.
Административный центр общины — город Крупань. Община Крупань состоит из 23 населённых пунктов, средняя площадь населённого пункта — 14,9 км².

## Статистика населения общины
| Год  | Население, чел. |
| ---- | --------------- |
| 1991 | 21 405          |
| 2001 | 20 334          |
| 2002 | 20 123          |
| 2003 | 19 883          |
| 2004 | 19 620          |
| 2005 | 19 334          |
| 2006 | 19 032          |
| 2007 | 18 722          |

## Персоналии
- Рейсс, Рудольф Арчибальд (1875—1929) — швейцарский криминалист и судебный эксперт. Почëтный гражданин города Крупань.